# Resident Evil
Resident Evil (v Japonsku pod názvem Biohazard) je název série videoher žánru survival horor a později vytvořené filmové série a komiksových a knižních adaptací. Příběh her je původně umístěn do USA do fiktivního města Raccoon City, kde má své laboratoře umístěny společnost Umbrella Corporation. Po úniku virů je město na konci třetího dílu hry zničeno atomovou bombou. Děj her se v dalších pokračováních přesouvá do Španělska, Afriky a Číny. Příběh filmů začíná původně také v Raccoon City, ale poté se odkloní od herních událostí a vytváří vlastní linii. Jako záporná entita se objevuje téměř vždy společnost Umbrella a její viry, které dělají z lidí krvelačné zombie, popřípadě nadlidsky silné mutanty se zvláštními schopnostmi.
Herní série byla vytvořena japonským týmem Capcom a Šindžim Mikamim pod vlivem snímků George Romera, herní série Alone in the Dark a RPG Sweet Home. K 29. únoru 2008 se prodalo na 34,5 milionů kopií her.

## Postavy
Herní série je zaplněna překvapivým množstvím postav, ve filmech je postav méně ale občas se ve vedlejších rolích objevují postavy z herní předlohy. Mezi hlavní postavy patří:
- Leon Scott Kennedy
- Ada Wong
- Jill Valentine
- Chris Redfield
- Claire Redfield
- Sergei Vladimir
- Barry Burton
- Rebecca Chambers
- Agent Hunk
- Ethan Winters
- Mia Winters
- Alice (pouze ve filmech)

## Nepřátelé
- Albert Wesker
- Mr. X
- Licker
- Nemesis
- Hunter alpha
- Zombie

## Hry

### Hlavní série
| Název                                  | Rok vydání | Původní platforma                       | Další platformy                                             | Pořadí v příběhu |
| -------------------------------------- | ---------- | --------------------------------------- | ----------------------------------------------------------- | ---------------- |
| Resident Evil                          | 1996       | PlayStation                             | PC, Sega Saturn, GameCube, Nintendo DS, Mobile Phone        | 2                |
| Resident Evil 2                        | 1998       | PlayStation                             | PC, Game.com, Nintendo 64, Dreamcast, GameCube              | 3                |
| Resident Evil 3: Nemesis               | 1999       | PlayStation                             | PC, Dreamcast, GameCube                                     | 4                |
| Resident Evil Code: Veronica (X)       | 2000       | Dreamcast                               | PlayStation 2, GameCube                                     | 5                |
| Resident Evil Zero                     | 2002       | GameCube                                | Wii (pouze v Japonsku), PC                                  | 1                |
| Resident Evil 4                        | 2005       | GameCube                                | PC, Wii, PlayStation 2, Mobilní telefony (pouze v Japonsku) | 6                |
| Resident Evil: The Umbrella Chronicles | 2007       | Wii                                     | ---                                                         | 7                |
| Resident Evil 5                        | 2009       | PC, PlayStation 3, Xbox 360             |                                                             | 8                |
| Resident Evil 6                        | 2013       | PC, PlayStation 3, Xbox 360             | PlayStation 4, Xbox One                                     | 9                |
| Resident Evil: Revelations 2           | 2015       | PS3, PS4, Vita, X360, XONE, WIN         |                                                             | 10               |
| Resident Evil 7: Biohazard             | 2017       | PS4, XONE, WIN                          |                                                             | 11               |
| Resident Evil: The Darkside Chronicles |            |                                         |                                                             |                  |
| Resident Evil Village                  | 2021       | PC, PS4, PS5, Xbox ONE, Xbox Series X/S |                                                             | 12               |
| Resident Evil Requiem                  | 2026       |                                         |                                                             |                  |

### Remaky
| Název           | Rok vydání | Původní platforma                                      | Další platformy                                                                  |
| --------------- | ---------- | ------------------------------------------------------ | -------------------------------------------------------------------------------- |
| Resident Evil   | 2002       |                                                        |                                                                                  |
| Resident Evil 2 | 2019       | PlayStation 4, Windows, Xbox One                       | Amazon Luna, PlayStation 5, Xbox Series X/S, Nintendo Switch, iOS, iPadOS, macOS |
| Resident Evil 3 | 2020       | PlayStation 4, Windows, Xbox One                       | Amazon Luna, PlayStation 5, Xbox Series X/S, Nintendo Switch                     |
| Resident Evil 4 | 2023       | PlayStation 4, PlayStation 5, Windows, Xbox Series X/S | iOS, macOS                                                                       |

### SérieSurvivor
| Název                                    | Rok vydání | Původní platforma | Další platformy   |
| ---------------------------------------- | ---------- | ----------------- | ----------------- |
| Resident Evil: Survivor                  | 2000       | PlayStation       | PC (pouze v Číně) |
| Resident Evil: Survivor 2 Code: Veronica | 2001       | Arcade            | PlayStation 2     |
| Resident Evil: Dead Aim                  | 2003       | PlayStation 2     | ---               |

### SérieOutbreak
| Název                          | Rok vydání | Původní platforma | Další platformy |
| ------------------------------ | ---------- | ----------------- | --------------- |
| Resident Evil Outbreak         | 2003       | PlayStation 2     | ---             |
| Resident Evil Outbreak File #2 | 2004       | PlayStation 2     | ---             |

### Řada pro mobilní telefony, handheldy
| Název                             | Rok vydání | Původní platforma | Další platformy |
| --------------------------------- | ---------- | ----------------- | --------------- |
| Resident Evil Gaiden              | 2001       | Game Boy Color    | ---             |
| Resident Evil: The Missions       | 2005       | Mobilní telefony  | ---             |
| Resident Evil Confidential Report | 2006       | Mobilní telefony  | ---             |
| Resident Evil: Deadly Silence     | 2006       | Nintendo DS       | ---             |
| Resident Evil: Genesis            | 2008       | Mobilní telefony  | ---             |

## Další média
Vedle počítačových her bylo prostředí Resident Evil využito v oficiálních adaptacích ve filmu, komiksu a knihách.

### Filmy
V současnosti je natočeno sedm filmů hrané série Resident Evil.
Původní šestidílnou sérii režíroval Paul W. S. Anderson.
- Resident Evil (2002)
- Resident Evil: Apokalypsa (2004)
- Resident Evil: Zánik (2007)
- Resident Evil: Afterlife (2010)
- Resident Evil: Odveta (2012)
- Resident Evil: Poslední kapitola (2016)

Filmová série byla rebootována v roce 2021.
- Resident Evil: Raccoon City (2021)

Samotným Capcomem pak byly vytvořeny čtyři animované filmy:
- Biohazard 4D Executer (2000)
- Resident Evil: Rozklad (2008)
- Resident Evil: Zatracení (2012)
- Resident Evil: Vendeta (2017)

### Seriály
- Resident Evil: Infinite Darkness (2021)
- Resident Evil: Lék (2022)

## Prostředí

### Raccoon City
Děj některých dílů videoherní série je zasazen do fiktivního města Raccoon City, které se nachází kdesi na středozápadě USA. Odehrávají se zde hry Resident Evil, Resident Evil 2, Resident Evil 3: Nemesis, Resident Evil: Outbreak a Resident Evil Outbreak: File #2. Je známé také z filmových adaptací těchto her, zejména ze snímku Resident Evil: Apokalypsa.
Pod tímto městem se nacházel obrovský podzemní komplex nazývaný Úl, vlastněný Umbrella Corporation, ve kterém byl prováděn biotechnologický výzkum. Produktem tohoto výzkumu se stal T-virus, schopný oživit mrvou tkáň a měnit DNA zasažených buněk.
Krátce po úniku viru je veškerý personál Úlu infikován a přeměněn na zombie. Řízení Úlu přebírá umělá inteligence zvaná Rudá královna, která se jej snaží izolovat od okolního světa, avšak smrtící T-virus nakonec uniká přímo do města nad komplexem. Obyvatelé města jsou rovněž infikovaní. Město je izolováno od okolí a nakonec zničeno jadernou bombou.

### Umbrella Corporation

Logo Umbrella Corporation

Umbrella Corporation je biochemická společnost, která ve svých obrovských podzemních laboratořích (Úl) prováděla nezákonné a velmi nebezpečné pokusy, byla známá jako výhradní dodavatel léků, zdravotní péče a počítačových technologií. Drtivá většina domácností používala její výrobky. Ve skutečnosti byl její hlavní záměr zkoumání a vývoj biochemických a bioorganických zbraní, testy a pokusy na zvířatech. To však zůstávalo v tajnosti. Zaměstnanci Umbrelly pracující v Úlu žili a pracovali v podzemí. Náplň jejich práce byla utajena a pro společnost byla prioritou číslo 1. Motto společnosti je: Naší prioritou je život samotný.
V prvním díle filmové série, nesoucím název Resident Evil, je korporace Umbrella ohrožena zevnitř. Jeden zaměstnanec prodává informace ven. Tyto informace mají vést ke zničení společnosti. To však vyvolá katastrofu. Člověk, který se díky získaným přístupovým kódům dostane až k samotnému T-viru, se rozhodne jednu ampuli s virem zničit přímo v laboratořích Umbrelly a to odstartuje děsivý kolotoč prvního dílu a vlastně celé filmové série.
V díle druhém, nesoucím název Resident Evil: Apokalypsa, se nemrtví dostanou z Úlu a ohrozí celé Raccoon City. Prioritou pro Umbrellu je nyní evakuovat z města pro společnost důležité osoby, především vědce. Izolovat město a nakonec zničit celé město raketovým útokem.
V třetím díle série s názvem Resident Evil: Zánik je svět jedna velká poušť, společnost Umbrella nyní sídlí opět v podzemních laboratořích a snaží se vyvinout dokonalý model Alice. Její originál, tedy samotná Alice, zatím brouzdá světem. I tentokrát se vše vymyká kontrole a uvnitř laboratoří se po velké dávce protilátky mění šéf celého projektu v monstrum. Začíná boj mezi Korporací Umbrella a Alicí, to vše ve světě nikoho, ve světě nemrtvých, posledních zbytků přeživších, ve světě, kde už nic nebude jako dřív.
Ve čtvrtém díle série s názvem Resident Evil: Afterlife (po životě, další život) se jedná o pokračování příběhu Alice a navazuje na okolnosti okolo Claire Redfield. Společnost (jak již bylo naznačeno ve třetím dílu) je "uvězněna" v podzemních laboratořích po celém světě a jen těžko hádat, jak bude pokračovat její vývoj a činnost.